# عبد الله الإفرنجي
عبد الله الأفرنجي (1943- ) هو دبلوماسي وسياسي فلسطيني ولد في بئر السبع، درس المرحلتين الأساسية والثانوية في مدارس غزة، والتحق بإحدى الجامعات الألمانية لدراسة الطب عام 1962. كان ممثلًا لمنظمة التحرير الفلسطينية في ألمانيا الغربية بين عامي 1974-1990، وسفيرًا للسلطة الفلسطينية لدى ألمانيا الاتحادية بين عامي 1993-2005، ومحافظاً لمحافظة غزة بدرجة وزير بين عامي 2014-2017.

## نشأته
انتمى الإفرنجي لحركة فتح عام 1960، ونشط في تنفيذ فعالياتها السياسية والوطنية، وعمل على تجنيد الطلبة والعمال الفلسطينيين في ألمانيا في صفوف الحركة عام 1963 من خلال الاتحاد العام لطلبة فلسطين واتحاد عام عمال فلسطين، وكان مسؤولاً عن الاتحاد العام لطلبة فلسطين فرع ألمانيا بين عامي 1968-1972، واختير عضواً في المجلس الوطني الفلسطيني منذ عام 1972، وأصبح مديراً لمكتب منظمة التحرير في ألمانيا الغربية بين عامي 1973-1990، ثم مديراً لمكتب منظمة التحرير في النمسا عام 1982، ثم سفيراً لفلسطين في ألمانيا بين عامي 1993-2005، وانتخب عضواً في المجلس الثوري لحركة فتح في المؤتمر الرابع عام 1981، وانتخبته اللجنة المركزية لحركة فتح رئيساً لمؤتمر الحركة السابع، واختير عضوا في اللجنة المركزية لحركة فتح بين عامي 1989 – 2009، وتولى مسؤولية حركة فتح في قطاع غزة بعد عودته إليها عام 2004.

## الحياة العملية
- عُين مفوضاً عاماً للعلاقات الخارجية لحركة فتح صدر عن اللجنة المركزية للحركة عام 2017.[5]
- عُين رئيسًا لمؤسسة فلسطين المستقبل في عام 2007.[6]
- عُين الإفرنجي مستشارًا لرئيس السلطة الفلسطينية محمود عباس للشؤون الدولية وبدرجة وزير في عام 2010.[7][8][9]

- عُين الإفرنجي محافظاً لِمحافظة غزة في عام 2014.[10][11][12]
- انتخبت اللجنة المركزية لحركة فتح الإفرنجي رئيسًا لمؤتمر الحركة السابع في عام 2016.[13]
- نُقل الإفرنجي ليعمل مستشارًا سياسيًا لرئيس دولة فلسطين محمود عباسفي عام 2017.[14]

## كتبه
1. منظمة التحرير وفلسطين (1983).
2. حياتي من أجل فلسطين” (بالألمانية/2011).[15]
3. الذكرى العاشرة لرحيل القائد الرمز ياسر عرفات (2014).[16]
4. فلسطين بين الماضي والحاضر.[17]

## معاناته
عانى الإفرنجي في حياته؛ حيث تم اعتقاله من قبل الاحتلال لمدة ستة أشهر أثناء عودته من ألمانيا عام 1967، وتم إبعاده إلى سويسرا بعد الإفراج عنه، كما تم الاعتداء عليه أثناء مشاركته في محاضرة عن السياسات الإسرائيلية مكث على إثرها شهرين في المشفى عام 1969، وأثناء إبعاده عن ألمانيا ولجوئه إلى الجزائر بعث الاحتلال الإسرائيلي طرداً ملغوماً إلى مكتب العلاقات الخارجية لحركة فتح وأصيب على إثره إصابة طفيفة عام 1972.